# Ekonomika Bosny a Hercegoviny
Ekonomika Bosny a Hercegoviny patří k pěti nejslabším evropským ekonomikám. Světová banka ji řadí do skupiny Lower-middle-income economies (podprůměrně příjmové ekonomiky).

## Struktura

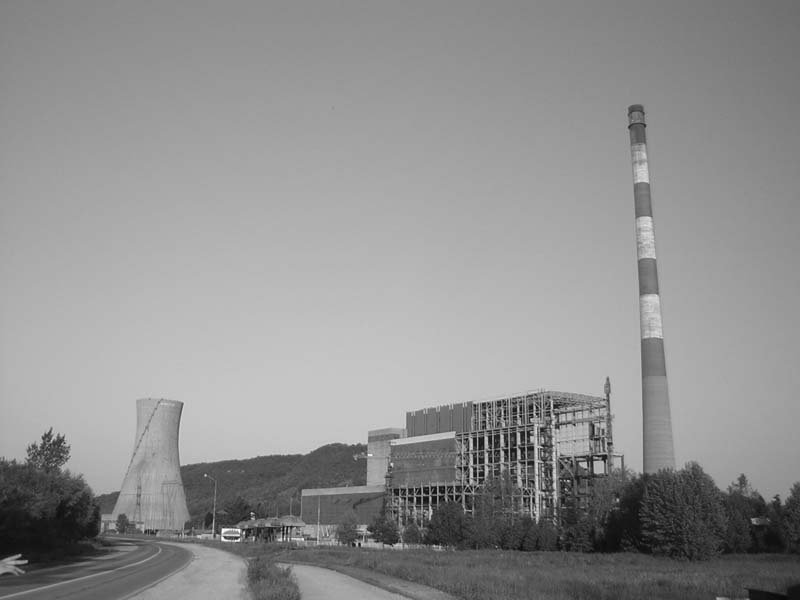
Tepelná elektrárna v Ugljeviku během výstavby v 70. letech v časech Bosny a Hercegoviny jako jedné z republik socialistické Jugoslávie

Bosna a Hercegovina byla vedle Makedonie nejzaostalejší republikou v bývalé socialistické Jugoslávii. Zemědělství bylo většinou v soukromých rukou, ale bylo nemechanizované, velmi nevýkonné a potraviny se musely dovážet. Vinice a sady byly značně poničeny válečnými událostmi v letech 1992 – 1995. V současnosti (2006) zemědělství vytváří 10,2 % HDP. Mezi hlavní zemědělsky využívané oblasti patří příhraničí Hercegoviny s Chorvatskem (rozsáhlá polje), údolí řek (např. Bosny a Neretvy) a nížinný sever země (okolí měst Banja Luka, Bijeljina či Brčko). Zemědělství je zaměřeno na pěstování pšenice, kukuřice, ovoce – zejména švestky, zeleniny a chov skotu a ovcí. Ještě dnes je v některých oblastech (hlavně v horách) zemědělství závislé na lidské síle či síle zvířat.
I dnes jsou patrné následky centrálně plánovaného hospodářství – velký podíl ekonomicky aktivních zaměstnávají průmyslová odvětví. V době socialismu bylo v BiH umístěno velké množství těžkého průmyslu – strojírenství a hutnictví v Sarajevu, Zenici, Tuzle, Prijedoru a Jajce (ocelárna byla dokonce i na znaku tehdejší Socialistické republiky Bosna a Hercegovina). Zbrojařské závody, které se nacházely na území současné BiH, měly velký význam z hlediska obrany celé SFRJ.
Ekonomickým centrem celé země bylo a je hlavní město Sarajevo, kde se koncentrují veškeré služby a sídlí významné instituce (Centrální banka, burza apod.). Dalšími ekonomickými centry jsou Banja Luka, Tuzla, Mostar a Zenica. V nynější době je však Bosna a Hercegovina ekonomicky rozdělena podle dvou entit; Republika srbská hospodářsky spolupracuje se Srbskem, Federace Bosny a Hercegoviny především s Chorvatskem. Aby země podpořila rozvoj investic, snížila daně (na rozdíl od Srbska tu však není rovná daň), obě entity mají vlastní daňovou soustavu.

## Ekonomický vývoj po bosenské válce

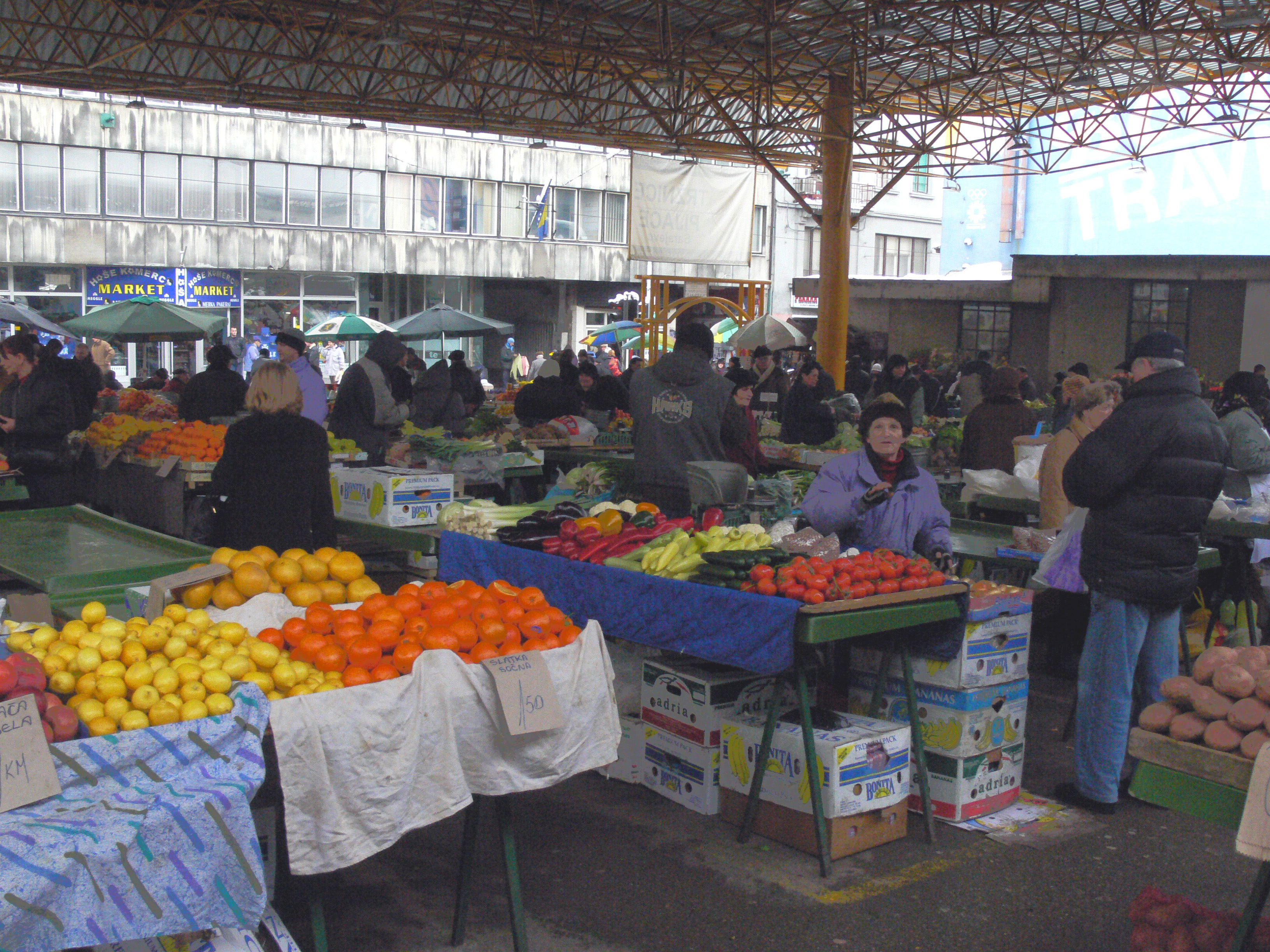
Tržnice v Sarajevu

Tři roky války zničily většinu bosenského hospodářství a infrastruktury. Po ukončení bojů se výroba sice mírně zvýšila (1996–1999), poté se ale růst značně zpomalil (1999-2002). Od roku 2003 roční reálný růst HDP dosahuje v průměru 7 %. S rozvojem hlavně infrastruktury pomohly mnohé evropské fondy poválečné obnovy.
Dalším šokem byly velké změny v rozmístění obyvatelstva; mnohé dříve zalidněné oblasti se vylidnily, jinde se naopak přistěhoval velký počet uprchlíků. Radikální změny tak prodělalo samozřejmě náboženské i národnostní složení státu.
Bosna a Hercegovina patří mezi prioritní země zahraniční rozvojové spolupráce České republiky. Projekty se zaměřují především na předávání českých zkušeností z období transformace v oblastech rozvoje venkova, zemědělství, průmyslu, dopravy i veřejné správy či občanského sektoru.
Do Bosny a Hercegoviny směřují velké investice také ze strany sousedních zemí, tedy hlavně Chorvatska a Srbska. Srbsko dobře spolupracuje hlavně s RS, Chorvatsko investuje ve Federaci Bosny a Hercegoviny. Pro Záhřeb se jedná o zemi, kam jde největší díl zahraničních investic. Dalšími významnými investory jsou Turecko, Rakousko a arabské země (Saúdská Arábie).

## Současné hospodářské ukazatele

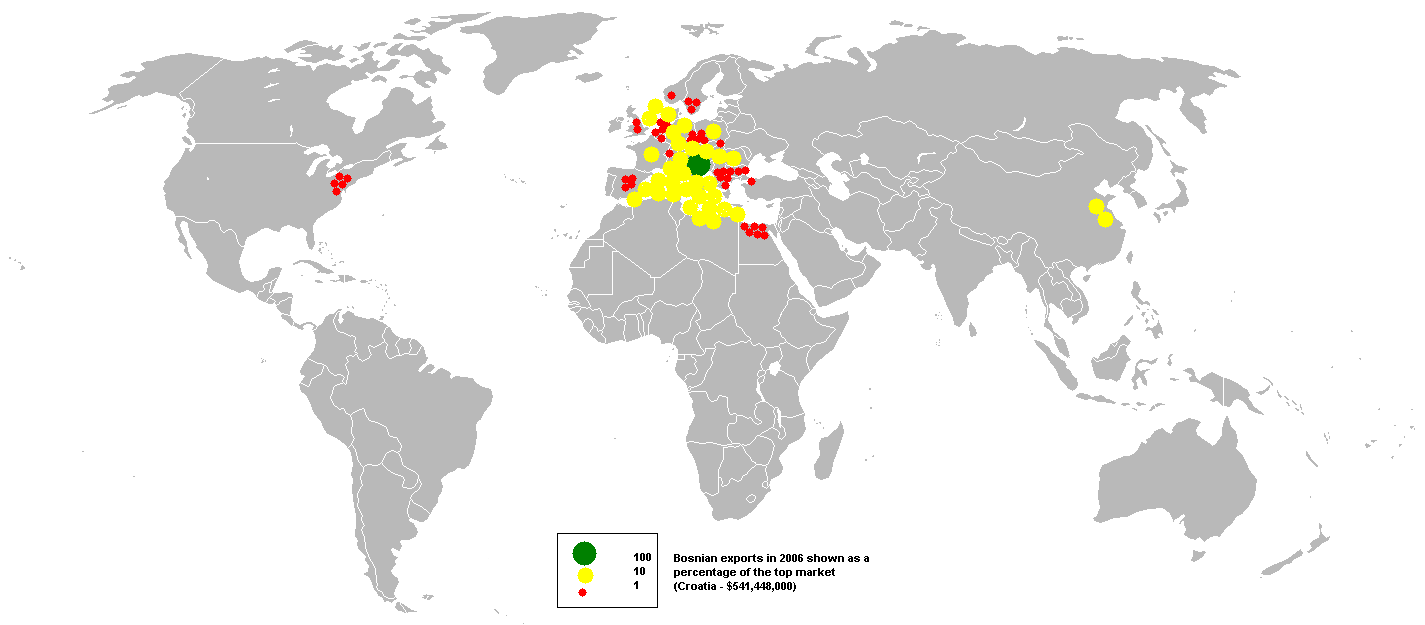
Vývoz během roku 2006.

Hodnota HDP na obyvatele v PPP je dle údajů MMF 8.200 USD (2011), což řadí Bosnu a Hercegovinu až na 40. místo v Evropě a na 91. místo ze 179 hodnocených zemí světa.
Mezi současné ekonomické problémy státu patří především korupce (hlavně na úrovni nižších samosprávních celků). Země je[kdy?] na 84.–93. místě ve zkorumpovanosti (stejně jako např. Makedonie a Černá Hora, z evropských zemí jsou hůře hodnoceny již jen Albánie, Moldavsko, Ukrajina, Rusko a Bělorusko).
Obrovský problém představuje vysoká míra nezaměstnanosti (až do roku 2005 přesahovala 40 %) a část nezaměstnaných svou životní situaci řeší zapojením ve stínové ekonomice, případně odchodem do zahraničí. V roce 2006 se míra nezaměstnanosti podle oficiálních údajů snížila na 31,1 %.
Spolu s nízkou kupní silou a životní úrovní obyvatelstva je kritický stav dopravní infrastruktury; projekty na výstavbu dálnic jsou podmíněné velkolepými investicemi, kterých je země sama jen stěží schopna.
Mezi pozitivní hospodářské činitele lze uvést například poměrně nízkou inflaci (činila 2,9 % v roce 2005, po nárůstu v roce 2006 na 5,7 %, v roce 2007 znovu klesla na 1,5 %) a trvalý růst HDP (2002 9,9 %, 2003 4,5 %, 2004 8,5%, 2005 5,8 %, 2006 7,1 %).
Pozitivním faktorem způsobujícím zájem zahraničních investorů je též kvalifikovaná pracovní síla ve městech ve velmi výhodném poměru k mzdovým nákladům – průměrný plat činil v roce 2003 486 KM (v přepočtu okolo 7 800 Kč).
Další ekonomický rozvoj je komplikován nejednotnou ekonomickou politikou státu – obě entity (Federace Bosna a Hercegovina a Republika srbská) postupují zcela nezávisle na sobě, čímž se prohlubují ekonomické bariéry uvnitř země.